# پیستوله برقی
پیستوله برقی یا به عبارتی دیگر رنگ پاش برقی یک تکنیک  نوین و کاربردی برای رنگ پاشی انواع محیط است. این دستگاه، یک افشانه در یک پوشش معمولاً پلاستیکی یا فلزی است که مقداری هوا درون خود ذخیره می‌کند. شایع‌ترین عملکرد پیستوله‌های برقی، ذخیره هوا در مخزن خود و تبدیل آن به ذرات پودر شده و  سپس ذرات رنگی می‌باشد. پیستوله‌های برقی مجهز به یک تفنگ پاش هستند که گازهای تبدیل شده به پودر رنگ را در محیط بیرون خود، منتشر می‌کنند. تفنگ‌های رنگ پاش برقی (Spray Gun) می‌توانند به صورت مختلفی از قبیل خودکار، دستی، بادی و آبی و... تقسیم بندی شوند.